# Ernst Carl Christian John
Ernst Carl Christian John (* 1788 in Arnstadt; † 1856) war ein preußischer Redakteur, Hofrat und Oberzensor.

## Leben
Carl John hatte an der Universität Jena studiert. Einer seiner Kommilitonen war August von Goethe. Gegen Ende der Franzosenzeit fand Carl John nach seinen Jurastudium weder in Sachsen noch in Preußen eine freie Stelle im Staatsdienst. Notgedrungen ließ er sich von seinem Freund August „wegen schöner Handschrift und vorzüglichen Kenntnissen in alten und neuen Sprachen“ in Weimar empfehlen und wurde so im März 1812 Sekretär bei Goethe. Carl John wohnte im Haus am Frauenplan; war also gewöhnlich ständig zum Goethe-Diktat bereit. Goethe, dem in seinem Hause fast nichts entging, attestiert: „Heimliche Untugenden, Neigung zum Trunk, Spiel u.d.g. wußte er geschickt zu verbergen.“ 
Carl John begleitete Goethe 1813 nach Teplitz.
1814 wechselte Carl John in den Staatsdienst nach Sachsen und Preußen. In Berlin wurde er 1823 Zeitungsredakteur und 1831 Oberzensor. Carl John überwachte bis zur Abschaffung der Zensur im Jahr 1848 Heinrich Heine und andere im „Jungen Deutschland“.